# Daphnia cristata
Daphnia cristata is een watervlooiensoort uit de familie Daphniidae. De wetenschappelijke naam van de soort is voor het eerst geldig gepubliceerd in 1862 door Georg Ossian Sars.